# Chiesa di Sant'Apollinare Vescovo e Martire (Certosa di Pavia)
La chiesa di Sant'Apollinare Vescovo e Martire è la parrocchiale di Torriano, frazione di Certosa di Pavia. Appartiene al vicariato V della diocesi di Pavia e risale al XV secolo.

## Storia
La prima citazione che riguarda la parrocchia è rintracciabile nei documenti ecclesiastici relativi alla visita pastorale del 1460 compiuta da Amicus de Fossulanis. In tali atti fu descritta come appartenente alla circoscrizione plebana di San Genesio.
Il luogo di culto venne quindi edificato entro il XV secolo anche se non è noto il momento preciso. Un altro particolare che ci è pervenuto testimonia che le celebrazioni religiose erano affidate in quel periodo ad un monaco certosino.
In una visita pastorale successiva che il vescovo titolare di Cesarea di Bitinia Angelo Peruzzi effettuò nella diocesi di Pavia nel 1576 risultò che la parrocchia apparteneva al vicariato di Mirabello.
Nel 1769 risultò ancora legata al vicariato di Mirabello e nel 1792, dagli atti relativi allo stato delle parrocchie diocesane locali, le venne certificato un reddito pari a 590 lire.
All'inizio del XIX secolo il patronato parrocchiale era in capo alla comunità locale. Alla fine del secolo (entro il 1887) venne elevata a dignità parrocchiale e secondo quanto si desume dagli atti visitali del 1898, il vescovo di Pavia Agostino Gaetano Riboldi attestò la presenza nella parrocchia di varie associazioni e confraternite, alcune dedicate alla Sacra Famiglia, al Santo Rosario, al Santissimo Sacramento, alle Figlie di Maria e ad altre finalità legate al culto.
A partire dal XX secolo la chiesa con la sua parrocchia entrò nel vicariato di Certosa-Binasco. Dal 25 ottobre 1989 il vescovo di Pavia Giovanni Volta l'ha inserita nel vicariato V.
Nei primi anni del XXI secolo, tra il 2003 e il 2005, fu oggetto di importanti lavori di restauro conservativo finanziato dalla CEI che interessarono la torre campanaria, col rifacimento del tetto e la nuova intonacatura di alcune pareti esterne.

## Descrizione

### Esterno
Il prospetto principale della chiesa, di aspetto classicheggiante e con due spioventi, è suddiviso in due ordini a loro volta sormontati dal frontone. Il portale di accesso riprende i motivi della facciata, con l'architrave ornata da un piccolo frontone con timpano decorato. Ai lati due cornici simulano nicchie, ed è verosimile che in origine contenessero immagini dipinte. La fiancata laterale sud ospita una cappella. La torre campanaria, che si trova a sinistra dell'edificio, è adiacente alla sagrestia, alla quale è collegato con una porta interna. 

### Interno
La navata interna è unica ed ampliata da sei cappelle laterali, tre per ogni suo lato. 
La copertura interna è con volte a botte ricche di decorazioni. Nella controfacciata è presente la cantoria con l'organo, e sul lato opposto il presbiterio è leggermente rialzato e il coro è di grandi dimensioni.
Le pavimentazioni della sala sono in materiale cementizio policromo.